# テイラー・サンダー
テイラー・サンダー（Taylor Sander、1992年3月17日 - ）はアメリカ合衆国の男子バレーボール選手。ポジションはアウトサイドヒッター。アメリカ代表。

## 来歴
- クラブチーム

カリフォルニア州ハンティントンビーチ出身。2014年にブリガムヤング大学を卒業。2014/15シーズンはイタリアセリエA1のVerona Volleyへ入団し、プロとしてのキャリアをスタートさせる。2014/15、2015/16シーズンのイタリアリーグでは5位だった。2016/17シーズンは中国リーグのBeijing BAIC Motorでプレーし、途中でカタールのAl Arabi S.C.でプレーした。2017/18シーズンはイタリアセリエA1の強豪Volley Lubeへ移籍した。2017/18シーズンのイタリアリーグ、イタリアカップ、欧州チャンピオンズリーグで準優勝した。2017年の世界クラブ選手権で銀メダルを獲得した。2018/19シーズンはブラジル・スーパーリーガのSada Cruzeiro Vôleiでプレーした。2020/21シーズンはポーランドリーグのPGE Skra Bełchatówでプレーしリーグ4位となった。
- 代表チーム

アンダーカテゴリーの代表として2011年、U-21世界選手権に出場し4位となった。2012年、シニアのアメリカ代表に初選出された。同年のワールドリーグで代表デビューした。同年7月のパンアメリカンカップでは金メダルを獲得し、自身も大会MVPに選ばれた。2013年のパンアメリカンカップではベストサーバー賞を受賞した。2014年、ワールドリーグで金メダルを獲得し、自身もMVP、ベストアウトサイドヒッター賞を受賞した。2015年のワールドカップでは金メダルを獲得した。2016年のリオデジャネイロ五輪では銅メダルを獲得した。2017年のグラチャンに出場した。2018年より代表チームで主将を務め、同年のネーションズリーグと世界選手権では銅メダルを獲得した。

## 球歴
- オリンピック - 2016年、2021年
- 世界選手権 - 2014年、2018年
- ワールドカップ - 2015年
- グラチャン - 2017年
- ネーションズリーグ - 2018年、2019年、2021年
- ワールドリーグ - 2012年、2014年、2015年、2016年、2017年

## 受賞歴
- 2012年　パンアメリカンカップ MVP
- 2013年　パンアメリカンカップ ベストアウトサイドヒッター賞、ベストレシーバー賞
- 2014年　ワールドリーグ MVP、ベストアウトサイドヒッター賞
- 2016年　カタール・QVAカップ　ベストアウトサイドヒッター賞
- 2018年　ネーションズリーグ ベストアウトサイドヒッター賞

## 所属クラブ
- ブリガムヤング大学（2010-2014年）
- Verona Volley（2014-2016年）
- Beijing BAIC Motor（2016年）
- Al Arabi S.C.（2016-2017年）
- Volley Lube（2017-2018年）
- Sada Cruzeiro Vôlei（2018-2019年）
- PGE Skra Bełchatów（2020-2021年）